# Onisimus birulai
Onisimus birulai är en kräftdjursart. Onisimus birulai ingår i släktet Onisimus och familjen Uristidae. Inga underarter finns listade i Catalogue of Life.